# Бой у Песковой Скалы
Бой у Песковой Скалы (польск. Bitwa pod Pieskową Skałą) — бой между авангардом польских повстанцев из отряда генерала Мариана Лангевича и русскими регулярными войсками у замка «Пескова Скала», произошедший 20 февраля (4 марта) 1863 года в ходе Январского восстания.

## Предыстория
В ночь на 19 февраля (3 марта) 1863 года конный авангард повстанцев из отряда генерала Лангевича общим числом около 200 человек, под командованием французского майора-наемника (по польским данным добровольца) Нарцисса Фигиетти без боя занял замок «Пескова Скала». Поляки расположили в нём свой лагерь, ожидая прибытия основных сил Лангевича, отступающих после поражения под Малогощем на юг, к австрийской Галиции. Вечером 3 марта к замку подошел и сам Лангевич, оставив свои основные силы в 4 км юго-восточнее, под командованием Антония Езераньского.
Повстанцы в замке не знали, что находятся в полном окружении. Три пехотные роты правительственных войск общим числом до 360 человек под командованием майора Медина стояли в Олькуше, 2 роты (240 человек) под командованием майора Стонзенвальда в Мехуве, и 4 роты (480 человек) генерала Шаховского находились в Мышкуве, который за день до этого был оставлен отрядом полковника Т. Цешковского, присоединившегося к силам Лангевича.

## Бой
В ночь на 20 февраля (4 марта) 1863 года три из 4 рот под командованием Шаховского окружили замок с поляками и перебили их часовых, находившихся за его территорией. Однако часовые успели подать сигнал тревоги и основная масса конных повстанцев начала прорываться через ворвавшихся в замок солдат, завязав с ними бой во дворе. По приказу Шаховского замок был подожжен. Однако благодаря самопожертвованию часовых, большая часть повстанцев на лошадях прорвалась из замка, потеряв из 200 человек, по польским данных, всего двоих убитыми и 10 ранеными и пленными.

## Последствия
По польским данным потери повстанцев составили двое убитых и 10 раненых. По данным русских войск в битве было убито и ранено около 400 мятежников. Потери регулярных войск составили всего 3 убитых и 8 раненых.
Несмотря на оставление повстанцами замка и отступление их на 4 км юго-восточнее, Шаховский допустил ошибку, приказав преследовать поляков малыми силами, но не позаботившись о немногочисленном отряде правительственных войск, расположивших свой лагерь на окраине местечка Скала, стоявшем прямо на пути повстанцев, при этом не зная о многократном численном превосходстве мятежных сил Лангевича, что на следующий день и привело к разгрому авангарда русских войск в бою под Скалой.